# 费利克斯·乌弗埃-博瓦尼和平奖
费利克斯·乌弗埃-博瓦尼和平奖（英語：Félix Houphouët-Boigny Peace Prize），是联合国教科文组织设立的一个奖项，旨在“表彰遵照联合国宪章和联合国教科文组织章程，为促进、寻求、保护或维护和平做出重要贡献的在世个人和公共或私有团体或机构”。该奖项以科特迪瓦首任总统费利克斯·乌弗埃-博瓦尼的名字命名。

## 历年获奖者
自1991年首次颁奖以来，共有下列人士获得费利克斯·乌弗埃-博瓦尼和平奖：
- 1991年：纳尔逊·曼德拉、弗雷德里克·德克勒克
- 1992年：海牙国际法学院
- 1993年：伊扎克·拉宾、希蒙·佩雷斯、亚西尔·阿拉法特
- 1994年：胡安·卡洛斯一世、吉米·卡特
- 1995年：联合国难民高级专员办公室、绪方贞子
- 1996年：阿尔瓦罗·恩里克·阿尔苏·伊里戈延、罗兰多·莫兰（英语：Rolando Morán）
- 1997年：菲德尔·瓦尔德斯·拉莫斯、努·密苏阿里
- 1998年：谢赫·哈西娜、乔治·约翰·米切尔
- 1999年：圣艾智德团体
- 2000年：玛丽·罗宾逊
- 2001年：未授奖
- 2002年：沙纳纳·古斯芒
- 2003年：羅哲·埃切加雷、穆斯塔法·切里奇（英语：Mustafa Cerić）
- 2004年：未授奖
- 2005年：阿卜杜拉耶·瓦德
- 2006年：未授奖
- 2007年：马尔蒂·阿赫蒂萨里[3]
- 2008年：路易斯·伊纳西奥·卢拉·达席尔瓦
- 2009年、2010年：未授奖
- 2011年：五月廣場的祖母（英语：Grandmothers of the Plaza de Mayo）
- 2012年：未授奖
- 2013年：法蘭索瓦·歐蘭德
- 2014年、2015年、2016年：未授奖
- 2017年：SOS Méditerranée（英语：SOS Méditerranée）、Giuseppina Maria Nicolini（英语：Giuseppina Maria Nicolini）[4]
- 2018年：未授奖
- 2019年：阿比·艾哈邁德·阿里[5]
- 2020年、2021年：未授奖
- 2022年：[6]
- 2023年：未授奖
- 2024年：安東尼奧·柯斯塔[7]